# دوغ باديلا
دوغ باديلا (بالإنجليزية: Doug Padilla) هو منافس ألعاب قوى أمريكي، ولد في 4 أكتوبر 1956 في أوكلاند في الولايات المتحدة.

## وصلات خارجية
- دوغ باديلا على موقع الاتحاد الدولي لألعاب القوى (الإنجليزية)
- دوغ باديلا على موقع رابطة إحصائيات سباق الطريق (الإنجليزية)
- دوغ باديلا على موقع اللجنة الأولمبية الدولية (الإنجليزية)
- دوغ باديلا على موقع أوليمبيديا (الإنجليزية)